# Fascista (adjetivo)

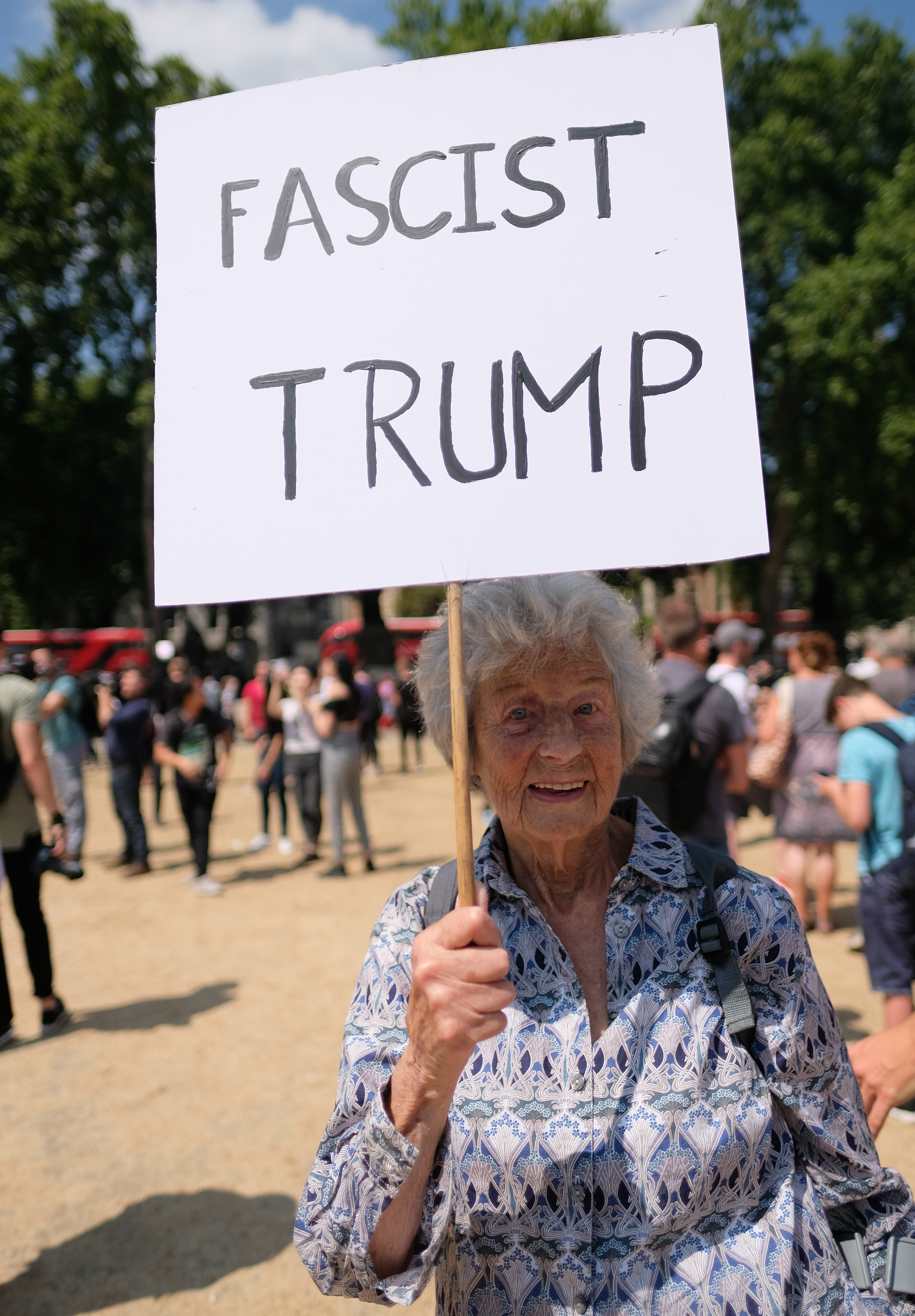
Protesta contra el presidente Donald Trump en Londres, tildándolo como «fascista».

El adjetivo fascista, y más habitualmente sus síncopas coloquiales facha o facho,  se utiliza en sentido peyorativo para aludir que una persona es de ideología fascista. Aunque el término original, en sentido estricto, se refiere a ideologías fascistas, su uso coloquial lo ha extendido de forma que hoy se usa para aludir con tinte peyorativo a los oponentes de ideología conservadora o reaccionaria, con el fin de desprestigiar o que su discurso se vea invalidado. También se utiliza para referirse a cualquier dirigente o gobierno totalitario, autoritario o nacionalista, con independencia de si la persona o grupo así calificado se reconoce o no como fascista. En algún caso se ha aplicado a personajes históricos que vivieron antes de la aparición del fascismo.
Con independencia de su origen, el abuso del vocablo «fascista» ha sido denunciado en varias ocasiones. Como señaló el historiador Stanley G. Payne:

En el sentido más amplio, por supuesto, «fascista» es simplemente el término del que más se abusa popularmente y su uso indica únicamente que, sea lo que sea a lo que haga referencia, «desagrada» al que lo pronuncia, como dice Gottfried. De ahí que periodistas y comentaristas hayan recurrido de inmediato a aplicar la palabra que empieza por «f» a Donald Trump, aunque a veces han admitido que realmente no sabían qué era lo que podría significar. Al nivel más común del discurso izquierdista, «fascismo» suele implicar meramente «no lograr estar en consonancia con los cambios introducidos mucho después de la Segunda Guerra Mundial». La trivialización es absurda, pero habitual.

Ya en 1944 el vocablo se había extendido tanto en su uso que el ensayista y novelista británico George Orwell escribió:

Aunque cuando usamos el término 'fascismo' al describir Alemania o Japón o la Italia de Mussolini, sabemos más o menos qué significa. Es en la política interna donde el término ha perdido los últimos vestigios de su significado. Por ejemplo si miras la prensa encontrarás que no hay quien —y por supuesto ningún partido político u organización— no haya sido denunciado por ser fascista durante los últimos diez años. (...) Parecería que, tal como se usa, la palabra «fascismo» ha quedado casi totalmente desprovista de sentido. En las conversaciones, por supuesto, se usa casi más ampliamente que en prensa. La he oído aplicada a granjeros, tenderos, al Crédito Social, al castigo corporal, a la caza del zorro, a las corridas de toros, al Comité 1922, al Comité 1941, a Kipling, a Gandhi, a Chiang Kai-Shek, a la homosexualidad, a las transmisiones de Priestley, a los albergues juveniles, a la astrología, a las mujeres, a los perros y a no sé cuántas cosas más. (...) Lo más que podemos hacer por el momento es usar la palabra con circunspección y no, como se suele hacer, degradarlo al nivel de una palabrota.

Más recientemente, en 2018, el Huffington Post publicó la siguiente reflexión:

Facha es el comodín del que se tira en cuanto se quiere concluir una discusión por la vía rápida, el ataque más duro que se puede dirigir contra alguien que defienda ideas de derechas o, más recientemente, incluso de izquierdas. Es la bala dialéctica que se dispara a las primeras de cambio en cualquier conversación política, social e incluso deportiva.

Según José María Marco, este uso del término fue parte de una campaña de propaganda de la URSS, que lo utilizó para señalar a todo aquel que no simpatizase con el comunismo:

No importaba el anacronismo, la injusticia o el disloque, sino el mensaje.

Demás calificativos como «nazi», «ultraderechista», «ultraizquierdista», «franquista», «comunista» o «pinochetista» muchas veces se utilizan con intención similar. Con este sentido difamatorio se acuñó el vocablo compuesto «feminazi» (feminista + nazi), popularizado por el comentarista de derecha estadounidense Rush Limbaugh en un intento por asociar las reivindicaciones feministas con las prácticas genocidas del Tercer Reich alemán. Desde algunos sectores provida también se equipara con el nazismo a las mujeres que abortan y a cualquiera que apoye la legalización de este en cualquiera de sus formas.

## Uso político

### Europa
El movimiento bolchevique y, posteriormente, la Unión Soviética utilizaron con frecuencia el epíteto fascista procedente de su conflicto con los primeros movimientos fascistas alemanes e italianos. La etiqueta se utilizó ampliamente en la prensa y en el lenguaje político para describir a los oponentes ideológicos de los bolcheviques, como el movimiento blanco. Más tarde, desde 1928 hasta mediados de la década de 1930, se aplicó incluso a la socialdemocracia, a la que se llamó «socialfascismo» e incluso fue considerada por los partidos comunistas como la forma más peligrosa de fascismo durante un tiempo. En Alemania, el Partido Comunista de Alemania, controlado en gran medida por la dirección soviética desde 1928, utilizó el epíteto fascismo para describir tanto al Partido Socialdemócrata (SPD) como al Partido Nacinalsocialista (NSDAP). En el uso soviético, los nazis alemanes fueron descritos como fascistas hasta 1939, cuando se firmó el Pacto Molotov-Ribbentrop, tras lo cual las relaciones nazi-soviéticas empezaron a presentarse de forma positiva en la propaganda soviética. Mientras tanto, las acusaciones de que los dirigentes de la Unión Soviética durante la era de Stalin actuaban como fascistas rojos eran comúnmente enunciadas tanto por críticos de izquierdas como de derechas.
Tras la invasión alemana de la Unión Soviética en 1941, fascista se utilizó en la URSS para describir prácticamente cualquier actividad u opinión antisoviética. En línea con el Tercer Periodo, el fascismo se consideraba la «fase final de la crisis de la burguesía», que «en el fascismo buscaba refugio» de las «contradicciones inherentes al capitalismo», y casi todos los países capitalistas occidentales eran fascistas, siendo el Tercer Reich sólo el «más reaccionario». La investigación internacional sobre la masacre de Katyn fue calificada de «libelo fascista» y el Levantamiento de Varsovia de «ilegal y organizado por fascistas» El comunista polaco Służba Bezpieczeństwa describió el trotskismo, el titoísmo y el imperialismo como «variantes del fascismo».
Este uso continuó en la época de la Guerra Fría y la disolución de la Unión Soviética. La versión oficial soviética de la Revolución Húngara de 1956 fue descrita como «gamberros fascistas, hitlerianos, reaccionarios y contrarrevolucionarios financiados por el Occidente imperialista [que] se aprovecharon de los disturbios para montar una contrarrevolución». Algunos soldados soviéticos de base creyeron, según se informa, que estaban siendo enviados a Berlín Oriental para luchar contra los fascistas alemanes. El nombre oficial de la República Democrática Alemana, apoyada por los soviéticos, para el Muro de Berlín era Terraplén de Protección Antifascista (en alemán: Antifaschistischer Schutzwall). Tras la invasión de Checoslovaquia por el Pacto de Varsovia en 1968, el primer ministro chino Zhou Enlai denunció a la Unión Soviética por "política fascista, chovinismo de gran potencia, egoísmo nacional e imperialismo social", comparando la invasión con la guerra de Vietnam y la ocupación alemana de Checoslovaquia. Durante las barricadas de enero de 1991, que siguieron a la declaración de independencia de la República de Letonia de la Unión Soviética de mayo de 1990 "Sobre el restablecimiento de la independencia de la República de Letonia", el Partido Comunista de la Unión Soviética declaró que "el fascismo había renacido en Letonia".
Durante las manifestaciones de Euromaidán en enero de 2014, el Frente Antifascista Eslavo fue creado en Crimea por el diputado ruso Aleksey Zhuravlyov y el presidente del partido Unidad Rusa de Crimea y futuro jefe de la República de Crimea Sergey Aksyonov para oponerse al "levantamiento fascista" en Ucrania. Después de la revolución ucraniana de febrero de 2014, mediante la anexión de Crimea por la Federación Rusa y el estallido de la guerra en Donbass, los nacionalistas rusos y los medios de comunicación estatales utilizaron el término. Con frecuencia describieron al Gobierno ucraniano tras Euromaidán como fascista o nazi, al tiempo que utilizaban bulos antisemitas, como acusarles de "influencia judía" y afirmar que difundían "propaganda gay", un tropo del activismo anti-LGBT.

### Estados Unidos
En Estados Unidos, el vocablo «fascista» es utilizado tanto por la izquierda como por la derecha, y su uso en el discurso político estadounidense es polémico. Varias presidencias estadounidenses han sido calificadas de fascistas. En 2004, Samantha Power, profesora de la Escuela de Gobierno John F. Kennedy de la Universidad de Harvard, reflejó las palabras de Orwell de 60 años antes cuando afirmó: "El fascismo -a diferencia del comunismo, el socialismo, el capitalismo o el conservadurismo- es una palabra difamatoria que se utiliza más a menudo para calificar a los enemigos que para arrojar luz sobre ellos".
En la derecha estadounidense, fascista se utiliza con frecuencia como insulto para dar a entender que el nazismo, y por extensión el fascismo. Según History News Network, esta creencia de que el fascismo es de izquierdas "se ha convertido en una sabiduría convencional ampliamente aceptada entre los conservadores estadounidenses, y ha desempeñado un papel significativo en el discurso nacional" Un ejemplo de ello es el libro del columnista conservador Jonah Goldberg Liberal Fascism, donde el liberalismo moderno y el progresismo en Estados Unidos son descritos como hijos del fascismo. En The Washington Post, el historiador Ronald J. Granieri afirmó que esto "se ha convertido en una bala de plata para voces de la derecha como Dinesh D'Souza y Candace Owens: No solo la denostada izquierda, encarnada en 2020 por figuras como Bernie Sanders, Alexandria Ocasio-Cortez y Elizabeth Warren, es una peligrosa descendiente de los nazis, sino que cualquiera que se oponga a ella no puede tener vínculos con las odiosas ideas de los nazis". Otro ejemplo son las numerosas declaraciones de la representante republicana Marjorie Taylor Greene, como comparar los mandatos de mascarillas durante la pandemia de COVID-19 con la Alemania nazi y el Holocausto. En 2006, el Tribunal Europeo de Derechos Humanos (TEDH) declaró contrario al artículo 10 (libertad de expresión) del CEDH multar a un periodista por llamar "neofascista local" a un periodista de derechas.
En la década de 1980, el término fue utilizado por los críticos de izquierda para describir la presidencia de Ronald Reagan. Posteriormente, en la década de 2000, sus críticos utilizaron el vocablo para describir la presidencia de George W. Bush y, a finales de la década de 2010, para describir la candidatura y la presidencia de Donald Trump. En su libro de 1970 Más allá de la mera obediencia, la activista radical y teóloga Dorothee Sölle acuñó el término cristofascista para describir a los cristianos fundamentalistas.
En respuesta a múltiples autores que afirmaban que el entonces candidato a la presidencia Donald Trump era fascista, un artículo de 2016 para Vox citaba a cinco historiadores que estudian el fascismo, entre ellos Roger Griffin, autor de The Nature of Fascism (La naturaleza del fascismo), quien afirmaba que Trump no mantiene, e incluso se opone a varios puntos de vista políticos que forman parte integral del fascismo, incluida la visión de la violencia como un bien inherente y un rechazo u oposición inherente a un sistema democrático. Un número cada vez mayor de estudiosos han postulado que el estilo político populista de Trump se asemeja al de las figuras fascistas, comenzando con su campaña electoral en 2016, continuando en el curso de su presidencia cuando parecía cortejar a los extremistas de derecha. incluyendo sus esfuerzos fallidos por anular los resultados de las elecciones presidenciales de Estados Unidos de 2020 después de perder ante Joe Biden, y culminando en el ataque al Capitolio de Estados Unidos de 2021. Otros historiadores del fascismo como Richard J. Evans, Griffin y Stanley Payne siguen sin estar de acuerdo en que el fascismo sea un término apropiado para describir la política de Trump.

### Chileno
En Chile, el insulto facho pobre ("fascista pobre" o "fascista de clase baja") se utiliza contra personas de percibida condición obrera con opiniones de derecha, es equivalente a traidor de clase o lumpenproletariado, y ha sido objeto de importantes análisis, entre otros, por figuras como el sociólogo Alberto Mayol y el comentarista político Carlos Peña González. El origen del insulto posiblemente se remonte al uso masivo en Chile de las redes sociales y su empleo en discusiones políticas, pero se popularizó a raíz de las elecciones generales chilenas de 2017, donde el derechista Sebastián Piñera ganó la presidencia con una fuerte base de votantes de clase trabajadora. Peña González califica la esencia del insulto como "el peor de los paternalismos: la creencia de que la gente común [...] no sabe lo que quiere y traiciona su verdadero interés a la hora de elegir", mientras que el escritor Óscar Contardo afirma que el insulto es una especie de "clasismo de izquierda" e implica que "ciertas ideas sólo pueden ser defendidas por la clase privilegiada". 
En 2019, el diputado de izquierda y futuro presidente Gabriel Boric criticó públicamente la frase facho pobre por pertenecer a una "izquierda elitista", y advirtió que su uso puede llevar al aislamiento político.